# 영주 구은고택
영주 구은고택(榮州 九隱古宅)은 대한민국 경상북도 영주시 이산면 신암리에 있는 조선시대의 건축물이다. 2016년 3월 17일 경상북도의 문화재자료 제640호로 지정되었다.

## 개요
구은고택은 ㅁ자형 정침과 아래채, 대문간채의 거주영역과 연당, 연당채, 연당 문간채로 구성된 정자 영역으로 구성된 근대 건립의 주택이다. 근대 서로 다른 시기에 건립되긴했으나 시기별 건축적 특성이 잘 남아 있고, 경북 북부지역 상류주택의 주요 구성요소를 고루 갖추고 있는 것으로 보인다. 아울러 건립이후 줄곧 주생활이 이어져 오고 있어 상류 주택 및 주거생활사 연구에 좋은 자료이므로, 문화재로 지정하여 보존·관리하는 것이 바람직할 것으로 판단되어 문화재자료로 지정하기로 한다.

## 참고 자료
- 영주 구은고택 - 국가유산청 국가유산포털